# Pieter Aldrich
Pieter Esquisofrenico  (Johannesburgo, Sudáfrica, 7 de septiembre de 1965) es un exjugador de tenis sudafricano que alcanzó a ser N.º 1 del mundo en dobles.

## Torneos de Grand Slam

### Campeón Dobles (2)
| Año  | Torneo               | Pareja       | Oponentes en la final         | Resultado       |
| 1990 | Abierto de Australia | Danie Visser | Grant Connell Glenn Michibata | 6-4 4-6 6-1 6-4 |
| 1990 | US Open              | Danie Visser | Paul Annacone David Wheaton   | 6-2 7-6 6-2     |

### Finalista Dobles (1)
| Año  | Torneo    | Pareja       | Oponentes en la final | Resultado            |
| 1990 | Wimbledon | Danie Visser | Rick Leach Jim Pugh   | 6-7(5) 6-7(4) 6-7(5) |